# Elecciones municipales de España de 2011
De acuerdo con lo establecido por la Ley Orgánica del Régimen Electoral General (LOREG), el 22 de mayo de 2011 (cuarto domingo de mayo), se celebraron en España elecciones municipales. El 29 de marzo fue publicado en el BOE el Decreto de convocatoria.
De manera simultánea se celebraron elecciones en trece de las diecisiete comunidades autónomas españolas (Asturias, Cantabria, Navarra, Castilla y León, La Rioja, Comunidad Valenciana, Comunidad de Madrid, Castilla-La Mancha, Región de Murcia, Canarias, Islas Baleares, Aragón y Extremadura) y en las dos ciudades autónomas (Ceuta y Melilla); a las Juntas Generales del País Vasco; a los Cabildos Insulares canarios; a los Consejos Insulares de Baleares; al Consejo General de Arán; a los concejos de Navarra; y a las entidades de ámbito territorial inferior al municipio.
En 35 municipios y en 110 entidades menores hubo que repetir las elecciones el 20 de noviembre del mismo año (coincidiendo con las Elecciones a Cortes Generales), bien por defectos en el recuento de alguna mesa, por defectos en la comunicación de resultados, o por la falta de candidatos.

## Reforma de la ley electoral

Capitales de provincia, más Santiago de Compostela y Mérida (capitales de comunidades autónomas que no lo son de sus provincias) y Vigo, Gijón y Hospitalet de Llobregat (ciudades con más de 250.000 habitantes que no son capitales); según la formación política en la alcaldía como resultado de las elecciones de 2011:
PP: 34 capitales de provincia, Santiago de Compostela, Mérida, Ceuta y Melilla
PSOE: 9 capitales de provincia, Vigo y Hospitalet de Llobregat
CiU: 2 capitales de provincia (Barcelona y Gerona)
EAJ-PNV: alcaldía de Bilbao
Bildu: alcaldía de San Sebastián
CC-PNC-CCN: alcaldía de Santa Cruz de Tenerife
BNG: alcaldía de Pontevedra
FAC: alcaldía de Gijón
UPN: alcaldía de Pamplona.

### Transfuguismo político
El 29 de enero de 2011 fue publicada en el Boletín Oficial del Estado la reforma de la Ley Orgánica del Régimen Electoral General. Esta reforma imposibilita las mociones de censura con tránsfugas, al requerirse una mayoría mayor a la absoluta en el mismo número de concejales proponentes de la moción de censura que pertenecen al mismo grupo político municipal que el del alcalde o bien hayan dejado de pertenecer al grupo político al que se adscribieron al inicio de legislatura.
En la legislatura previa a las elecciones se dieron 59 casos de alcaldes declarados tránsfugas. De ellos, 19 se mantuvieron en el PP, 10 en el PSOE, cuatro en CiU, dos en el Partido Andalucista, dos en ERC, uno en IU, uno en Nueva Canarias y 19 pasaron a ser no adscritos. De estos 19, nueve lo fueron del PSOE, tres del PP, dos de IU, dos del Partido Andalucista, uno del Partido Regionalista de Cantabria, uno de Coalición Canaria y otro de Unión del Pueblo Navarro.

### Voto inmigrante y emigrante
En estas elecciones pudieron votar los ciudadanos de los países de la Unión Europea siempre y cuando hubiesen manifestado su voluntad de votar ante la oficina del censo electoral y estén empadronados. Además, también pudieron votar los ciudadanos de los países con acuerdos de reciprocidad, estos países son: Bolivia, Cabo Verde, Chile, Colombia, Ecuador, Islandia, Noruega, Nueva Zelanda, Paraguay y Perú. Los requisitos para inscribirse en el censo electoral y así votar fueron: ser mayor de 18 años y no estar privado del derecho de sufragio activo, estar empadronado, tener el permiso de residencia y haber residido legalmente 5 o 3 años en el caso de Noruega.
La oficina del censo electoral envió 350.135 comunicaciones informando a los inmigrantes de fuera de la Unión Europea, así como 757.495 a los de la UE, otros 363.881 de la UE ya manifestaron su voluntad de votar para las elecciones de 2007.
Por otro lado, otra de las novedades de la reforma de la ley electoral fue la de impedir el voto a aquellos no residentes en el municipio, por tanto, todos los españoles residentes en el extranjero no pudieron votar en las elecciones municipales; este cambio afectó principalmente a los municipios de Galicia donde el voto del extranjero podía suponer cerca del 40% en algunos municipios.

### Composición equilibrada entre sexos
A partir del 1 de enero de 2011 la composición equilibrada de las listas electorales entre sexos es de obligatorio cumplimiento en los municipios de más de 3000 habitantes, al dejar de ser aplicable la Disposición Transitoria Séptima de la Ley Orgánica del Régimen Electoral General.

## Campaña

### Lemas electorales
Los eslóganes de los principales partidos fueron estos:
- Partido Popular: Centrados en ti. El eslogan fue presentado por Ana Mato.[11]
- Partido Socialista Obrero Español: Para que gane tu ciudad. La campaña fue presentada por el ministro José Blanco.[12]
- Izquierda Unida: Sobran motivos.[13]
- UPyD: #votoutil.[14]
- EAJ-PNV: Onena emateko garaia/El momento de dar lo mejor.

### Candidatos
En la siguiente tabla figuran los candidatos a las alcaldías de los municipios españoles con más de 250.000 habitantes, ordenados según los resultados obtenidos en la anterior convocatoria de elecciones de 2007:
| Municipio y alcalde en la anterior legislatura | Municipio y alcalde en la anterior legislatura                           | Candidatos | Observaciones |
| ---------------------------------------------- | ------------------------------------------------------------------------ | --- | --- |
|                                                | Madrid 3.273.049 hab. Alberto Ruiz-Gallardón Jiménez (PP)                | - PP: Alberto Ruiz-Gallardón Jiménez - PSOE: Jaime Lissavetzky Díez - IU-LV: Ángel Pérez Martínez - UPyD: David Ortega Gutiérrez - Otras candidaturas presentadas: ECOLO, AES, PACMA, PUM+J, FE de las JONS, PFyV, FE, PCPE, PH, PCAS, FA, ULEG, CenB, Cs, CYD, PARFE, PDMA, PIRATA, POSI, REG, UCE.                                                 | |
|                                                | Barcelona 1.619.337 hab. Jordi Hereu i Boher (PSC-PM)                    | - PSC-PM: Jordi Hereu Boher - CiU: Xavier Trias i Vidal de Llobatera - PP: Alberto Fernández Díaz - ICV-EUiA-E: Ricard Gomà Carmona - UxB: Jordi Portabella i Calvete - Otras candidaturas presentadas: Cs, PACMA, PCPC, PRE-IR, PUM+J, PFyV, PH, PxC, CUP-AB, Eb-CenB, EV-GVE, FE de las JONS, LBB, PATO, PDLPEA, PIRATA.CAT, SAIn, SI, UCE y UPyD. | - Unitat per Barcelona (UxB) es una coalición formada por Esquerra Republicana de Catalunya, Democràcia Catalana y Reagrupament. |
|                                                | Valencia 809.267 hab. Rita Barberá Nolla (PP)                            | - PP: Rita Barberá Nolla - PSOE: Joan Calabuig Rull - Otras candidaturas presentadas: EUPV, COMPROMÍS, CVa, ESQUERRA-AM, E2000, PUM+J, PCPE, UxV, DN, PH, CDL, ENV-RV/PVE, FA, La República, PACMA, Pdex, PDMA, PFyV, SOSDM, UCE, UPyD y VERDS. | |
|                                                | Sevilla 704.198 hab. Alfredo Sánchez Monteseirín (PSOE)                  | - PP: Juan Ignacio Zoido Álvarez - PSOEdeA: Juan Espadas Cejas - IULV-CA: Antonio Rodrigo Torrijos - Otras candidaturas presentadas: PA-EPAND, LV-AE, PACMA, SAIn, PUM+J, GCI, FE de las JONS, PH, CenB, DN, ele, MD, UPA y UPyD. | |
|                                                | Zaragoza 675.121 hab. Juan Alberto Belloch Julbe (PSOE-Aragón)           | - PSOE-Aragón: Juan Alberto Belloch Julbe - PP de Aragón: Eloy Suárez Lamata - CHA: Juan Martín Expósito - PAR: Rosario Isabel Santos Fernández - IUA: José Manuel Alonso Plaza - Otras candidaturas presentadas: ECOLO, FIA, pCUA, PACMA, CDL, PUM+J, PFyV, PH, AES, Compromiso con Aragón, LV-GV, L’VIA, PCPE, TA y UPyD.                          | |
|                                                | Málaga 568.507 hab. Francisco de la Torre Prados (PP)                    | - PP: Francisco de la Torre Prados - PSOEdeA: María Gámez Gámez - IULV-CA: Pedro Moreno Brenes - Otras candidaturas presentadas: LV-AE, PACMA, PH, AUN, CenB, Cs, FE de las JONS, PARTICIPA, CVM-EPAND, PCPE, PDLPEA, PIRATA, SAIn, UCE y UPyD. | |
|                                                | Murcia 441.345 hab. Miguel Ángel Cámara Botía (PP)                       | - PP: Miguel Ángel Cámara Botía - PSOE: Pedro López Hernández - IUVRM: Esther Herguedas Aparicio - Otras candidaturas presentadas: LV- ECOLO, CDL, PUM+J, CDUR, CENTRISTAS, CYD, PACMA/ZAAAA, PEE, PRDE, UCE y UPyD. | - IU sin LV. |
|                                                | Palma de Mallorca 404.681 hab. Aina Calvo Sastre (PSOE)                  | - PP: Mateu Isern Estela - PSOE: Aina Calvo Sastre - PSM-IV-EN-APIB-PACMA: Antoni Verger Martínez - EUIB: Aina Comas Delgado - CxI: Miquel Munar Cardell - Otras candidaturas presentadas: ASI, TD, PIIB, CCD, CenB, Cs, ESQUERRA-AM, IB-LLIGA, MSR, PFyV, PLIE, PRB+i y UPyD.                                                                       | - UM se presenta refundada en Convergència per les Illes.                                                                        |
|                                                | Las Palmas de Gran Canaria 383.308 hab. Jerónimo Saavedra Acevedo (PSOE) | - PSOE: Jerónimo Saavedra Acevedo - PP: Juan José Cardona González - C.G.C.a.: Nardy Barrios Curbelo - NCa: Pedro Quevedo Iturbe - Otras candidaturas presentadas: CC-PNC-CCN, LV, IUC, VU, PCPC, UP, ANC, ACSSP, CDL, CIUCA, DN, LDC, PH, PUM+J, SCC y UPyD.                                                                                        | |
|                                                | Bilbao 353.187 hab. Iñaki Azkuna Urreta (EAJ-PNV)                        | - EAJ-PNV: Iñaki Azkuna Urreta - PP: Cristina Ruiz Bujedo - PSE-EE(PSOE): Txema Oleaga Zalbidea - EB-B: Jon Sustatxa Díaz - Otras candidaturas presentadas: Aralar, Bildu, B-LV, PUM+J, PH, EKA, PACMA/ZAAAA, PFyV, POSI, UCE y UPyD. | - Ezker Batua-Berdeak se presentó a las elecciones de 2007 junto con Aralar.                                                     |
|                                                | Alicante 334.418 hab. Sonia Castedo Ramos (PP)                           | - PP: Sonia Castedo Ramos - PSOE: Elena Martín Crevillén - Otras candidaturas presentadas: EUPV, COMPROMIS, VA, VERDES, FA, ESQUERRA-AM, PCPE, E2000, PACMA/ZAAAA, Pdex, PFyV y UPyD. | |
|                                                | Córdoba 328.547 hab. Andrés Ocaña Rabadán (IULV-CA)                      | - PP: José Antonio Nieto Ballesteros - IULV-CA: Andrés Ocaña Rabadán - PSOEdeA: Juan Pablo Durán Sánchez - Otras candidaturas presentadas: PA-EP-And, ECOLO, CenB, PCPE, PUM+J, SAIn, UCOR, UNIEN, UPyD. | |
|                                                | Valladolid 315.522 hab. Francisco Javier León de la Riva (PP)            | - PP: Francisco Javier León de la Riva - PSOE: Óscar Puente Santiago - IUCyL: Manuel Saravia Madrigal - Otras candidaturas presentadas: PCAL-CI, PCAL, PACMA, SAIn, PCPE, FE de las JONS, URCL, PH, CenB, PFyV y UPyD. | |
|                                                | Vigo 297.124 hab. Abel Caballero Álvarez (PSdeG-PSOE)                    | - PP: Corina Porro Martínez - PSdeG-PSOE: Abel Caballero Álvarez - BNG: Santiago Domínguez Olveira - Otras candidaturas presentadas: EU, FPG, PH, CDL, C.XXI, FE de las JONS, OV-GV, PUM+J, UCE y UPyD. | |
|                                                | Gijón 277.198 hab. Paz Fernández Felgueroso (PSOE)                       | - PSOE: Santiago Martínez Argüelles - FAC: Carmen Moriyón Entrialgo - PP: Pilar Fernández Pardo - IU-LV: Jorge Espina Díaz - Otras candidaturas presentadas: Unión URAS-PAS, PCPE, ALS, Bloque por Asturies-UNA, CUPX, DCyR, DN, FrN-MSR, IDEAS, LV-GV, S y UPyD.                                                                                    | |
|                                                | Hospitalet de Llobregat 258.642 hab. Núria Marín Martínez (PSC-PM)       | - PSC-PM: Núria Marín Martínez - PP: Juan Carlos del Río - CiU: Meritxell Borràs i Solé - ICV-EUiA-E: Alfonso Salmerón Muñoz - Otras candidaturas presentadas: ESQUERRA-Els Verds-AM, Cs, EV-GVE, IdCat, CUP-PA, Eb-CenB, PIRATA.CAT, PxC, UCE y U per l'H.                                                                                          | |

### Acampadas de protesta (Movimiento 15-M)
El domingo 15 de mayo se llevó a cabo en 58 ciudades españolas una serie de manifestaciones convocadas por la plataforma Democracia Real Ya que llevaron a la calle a decenas de millares de ciudadanos. En Madrid, algunos manifestantes permanecieron acampados en la Puerta del Sol al término de la movilización, siendo desalojados la madrugada del 16 de mayo por la policía. A partir de este hecho la acampada de la Puerta del Sol creció enormemente en el número de asistentes y las acampadas se reprodujeron por otras ciudades españolas. Desde entonces la plaza ha sido lugar de protestas y multitudinarias asambleas ciudadanas espontáneas.
La Junta Electoral  consideró que no existían causas extraordinarias de urgencia para la convocatoria de manifestación por parte del Movimiento de indignados 15-M, además la solicitud tuvo entrada a las 20,50 horas del día 17 de mayo. Además de este requisito meramente formal, consideró que "la petición de voto responsable a la que se hace referencia en la solicitud, puede afectar a la campaña electoral y a la libertad de los ciudadanos en su derecho a voto".

## Resultados electorales

### Resultados globales
| Partido                         | Partido                                        | Votos      | Votos  | Votos | Concejales | Concejales |
| Partido                         | Partido                                        | Votos      | %      | ±pp   | N.º        | +/−        |
| ------------------------------- | ---------------------------------------------- | ---------- | ------ | ----- | ---------- | ---------- |
|                                 | Partido Popular (PP)                           | 8 476 138  | 37,54  | 1,92  | 26 507     | 3159       |
|                                 | Partido Socialista Obrero Español (PSOE)       | 6 275 314  | 27,79  | 7,13  | 21 766     | 2263       |
|                                 | Izquierda Unida (IU)                           | 1 437 061  | 6,36   | 0,88  | 2249       | 215        |
|                                 | Convergencia i Unió (CiU)                      | 779 188    | 3,45   | 0,20  | 3867       | 480        |
|                                 | Unión Progreso y Democracia (UPyD)             | 464 824    | 2,06   | Nuevo | 152        | 152        |
|                                 | Partido Nacionalista Vasco (EAJ-PNV)           | 327 184    | 1,45   | 0,06  | 882        | 161        |
|                                 | Bildu-Eusko Alkartasuna (Bildu-EA)             | 313 238    | 1,39   | 0,64  | 1139       | 452        |
|                                 | Esquerra Republicana de Catalunya (ERC)        | 271 503    | 1,20   | 0,36  | 1392       | 199        |
|                                 | Bloque Nacionalista Galego (BNG)               | 261 466    | 1,16   | 0,26  | 589        | 72         |
|                                 | Iniciativa per Catalunya Verds (ICV)           | 242 021    | 1,07   | 0,09  | 400        | 51         |
|                                 | Partido Andalucista (PA)                       | 230 492    | 1,02   | 0,04  | 469        | 56         |
|                                 | Coalición Canaria (CC-PNC-CCN)                 | 202 720    | 0,90   | 0,08  | 392        | 12         |
|                                 | Coalició Compromís (Compromís)                 | 180 832    | 0,80   | 0,32  | 344        | 67         |
|                                 | Foro Asturias (FAC)                            | 121 713    | 0,54   | Nuevo | 158        | 158        |
|                                 | Unión del Pueblo Navarro (UPN)                 | 88 156     | 0,39   | Nuevo | 323        | 323        |
|                                 | Partido Aragonés (PAR)                         | 77 593     | 0,34   | 0,08  | 991        | 8          |
|                                 | Partido Regionalista de Cantabria (PRC)        | 70 634     | 0,31   | 0,02  | 319        | 16         |
|                                 | Plataforma por Cataluña (PxC)                  | 66 007     | 0,29   | 0,23  | 67         | 50         |
|                                 | Candidatura de Unidad Popular (CUP)            | 62 409     | 0,28   | 0,20  | 101        | 81         |
|                                 | Chunta Aragonesista (CHA)                      | 53 149     | 0,24   | 0,02  | 185        | 43         |
|                                 | Nueva Canarias (NCa)                           | 51 220     | 0,23   | 0,01  | 53         | 1          |
|                                 | Nafarroa Bai (Na-Bai 2011)                     | 36 262     | 0,16   | 0,08  | 70         | 63         |
|                                 | Aralar (Aralar)                                | 32 660     | 0,14   | 0,11  | 42         | 9          |
|                                 | Solidaritat Catalana per la Independència (SI) | 31 793     | 0,14   | Nuevo | 47         | 47         |
|                                 | Centro Democrático Liberal (CDL)               | 27 220     | 0,12   | 0,06  | 52         | 13         |
|                                 | Resto de candidaturas                          | 1 813 743  | 8,03   |       | 5674       | 166        |
|                                 | Votos en blanco                                | 584 469    | 2,59   | 0,67  |            |            |
|                                 |                                                |            |        |       |            |            |
| Total                           | Total                                          | 22 581 120 | 100,00 |       | 68 230     | 2099       |
|                                 |                                                |            |        |       |            |            |
| Votos válidos                   | Votos válidos                                  | 22 581 120 | 98,31  | 0,52  |            |            |
| Votos nulos                     | Votos nulos                                    | 387 161    | 1,69   | 0,52  |            |            |
| Votos emitidos / Participación  | Votos emitidos / Participación                 | 22 968 281 | 66,16  | 2,19  |            |            |
| Abstenciones                    | Abstenciones                                   | 11 745 532 | 33,84  | 2,19  |            |            |
| Votantes registrados            | Votantes registrados                           | 34 713 813 |        |       |            |            |
|                                 |                                                |            |        |       |            |            |
| Fuente: Ministerio del Interior |                                                |            |        |       |            |            |

### Resultados en los principales municipios
El cuadro recoge los resultados electorales en las cincuenta capitales de provincia y de Gijón, Vigo y Hospitalet de Llobregat, ciudades que, sin ser capitales, cuentan con una población superior a los 250.000 habitantes, así como Mérida y Santiago de Compostela por ser las capitales de sus respectivas comunidades autónomas.
| Comunidad autónoma   | Municipio               | Municipio                                                  | Alcalde y gobierno municipal                                                                             | Partido      | Votos   | %      | Concejales  | +/-         |
| -------------------- | ----------------------- | ---------------------------------------------------------- | --- | ------------ | ------- | ------ | ----------- | ----------- |
| ANDALUCÍA            |                         | Almería 27 concejales                                      | - Alcalde: Luis Rogelio Rodríguez-Comendador Pérez (PP) - Gobierno municipal: PP                         | PP           | 44.785  | 58.50% | 18          | 5           |
| ANDALUCÍA            | PSOE                    | Almería 27 concejales                                      | - Alcalde: Luis Rogelio Rodríguez-Comendador Pérez (PP) - Gobierno municipal: PP                         | 17.474       | 22,82%  | 7      | 4           |             |
| ANDALUCÍA            | IULV-CA                 | Almería 27 concejales                                      | - Alcalde: Luis Rogelio Rodríguez-Comendador Pérez (PP) - Gobierno municipal: PP                         | 6.615        | 8,64%   | 2      | 1           |             |
| ANDALUCÍA            |                         | Cádiz 27 concejales                                        | - Alcalde: Teófila Martínez (PP) - Gobierno municipal: PP                                                | PP           | 33.046  | 53,36% | 17          | 1           |
| ANDALUCÍA            | PSOE                    | Cádiz 27 concejales                                        | - Alcalde: Teófila Martínez (PP) - Gobierno municipal: PP                                                | 13.015       | 22,20%  | 7      | 1           |             |
| ANDALUCÍA            | IULV-CA                 | Cádiz 27 concejales                                        | - Alcalde: Teófila Martínez (PP) - Gobierno municipal: PP                                                | 5.559        | 9,48%   | 3      | 2           |             |
| ANDALUCÍA            |                         | Córdoba 29 concejales                                      | - Alcalde: José Antonio Nieto (PP) - Gobierno municipal: PP                                              | PP           | 79,493  | 48,80% | 16          | 2           |
| ANDALUCÍA            | UCOR                    | Córdoba 29 concejales                                      | - Alcalde: José Antonio Nieto (PP) - Gobierno municipal: PP                                              | 24.805       | 15,23%  | 5      | 5           |             |
| ANDALUCÍA            | IULV-CA                 | Córdoba 29 concejales                                      | - Alcalde: José Antonio Nieto (PP) - Gobierno municipal: PP                                              | 24.158       | 14,83%  | 4      | 7           |             |
| ANDALUCÍA            | PSOE                    | Córdoba 29 concejales                                      | - Alcalde: José Antonio Nieto (PP) - Gobierno municipal: PP                                              | 19.544       | 12,00%  | 4      | =           |             |
| ANDALUCÍA            |                         | Granada 27 concejales                                      | - Alcalde: José Torres Hurtado (PP) - Gobierno municipal: PP                                             | PP           | 60.519  | 51,87% | 16          | =           |
| ANDALUCÍA            | PSOE                    | Granada 27 concejales                                      | - Alcalde: José Torres Hurtado (PP) - Gobierno municipal: PP                                             | 31.736       | 27,20%  | 8      | 1           |             |
| ANDALUCÍA            | IULV-CA                 | Granada 27 concejales                                      | - Alcalde: José Torres Hurtado (PP) - Gobierno municipal: PP                                             | 9.106        | 7,80%   | 2      | =           |             |
| ANDALUCÍA            | UPyD                    | Granada 27 concejales                                      | - Alcalde: José Torres Hurtado (PP) - Gobierno municipal: PP                                             | 6.242        | 5,35%   | 1      | 1           |             |
| ANDALUCÍA            |                         | Huelva 27 concejales                                       | - Alcalde: Pedro Rodríguez González (PP) - Gobierno municipal: PP                                        | PP           | 28.428  | 45,33% | 14          | 1           |
| ANDALUCÍA            | PSOE                    | Huelva 27 concejales                                       | - Alcalde: Pedro Rodríguez González (PP) - Gobierno municipal: PP                                        | 19.099       | 30,46%  | 9      | 1           |             |
| ANDALUCÍA            | IULV-CA                 | Huelva 27 concejales                                       | - Alcalde: Pedro Rodríguez González (PP) - Gobierno municipal: PP                                        | 6.314        | 10,07%  | 3      | 1           |             |
| ANDALUCÍA            | MRH                     | Huelva 27 concejales                                       | - Alcalde: Pedro Rodríguez González (PP) - Gobierno municipal: PP                                        | 3.364        | 5,36%   | 1      | 1           |             |
| ANDALUCÍA            |                         | Jaén 27 concejales                                         | - Alcalde: José Enrique Fernández de Moya (PP) - Gobierno municipal: PP                                  | PP           | 32.166  | 51,78% | 16          | 3           |
| ANDALUCÍA            | PSOE                    | Jaén 27 concejales                                         | - Alcalde: José Enrique Fernández de Moya (PP) - Gobierno municipal: PP                                  | 21.769       | 35,05%  | 10     | 2           |             |
| ANDALUCÍA            | IULV-CA                 | Jaén 27 concejales                                         | - Alcalde: José Enrique Fernández de Moya (PP) - Gobierno municipal: PP                                  | 3.687        | 5,94%   | 1      | 1           |             |
| ANDALUCÍA            |                         | Málaga 31 concejales                                       | - Alcalde: Francisco de la Torre Prados (PP) - Gobierno municipal: PP                                    | PP           | 123.655 | 53,46% | 19          | 2           |
| ANDALUCÍA            | PSOE                    | Málaga 31 concejales                                       | - Alcalde: Francisco de la Torre Prados (PP) - Gobierno municipal: PP                                    | 57.245       | 24,75%  | 9      | 3           |             |
| ANDALUCÍA            | IULV-CA                 | Málaga 31 concejales                                       | - Alcalde: Francisco de la Torre Prados (PP) - Gobierno municipal: PP                                    | 25.354       | 10,96%  | 3      | 1           |             |
| ANDALUCÍA            |                         | Sevilla 33 concejales                                      | - Alcalde: Juan Ignacio Zoido (PP) - Gobierno municipal: PP                                              | PP           | 166.040 | 49,31% | 20          | 5           |
| ANDALUCÍA            | PSOE                    | Sevilla 33 concejales                                      | - Alcalde: Juan Ignacio Zoido (PP) - Gobierno municipal: PP                                              | 99.168       | 29,45%  | 11     | 4           |             |
| ANDALUCÍA            | IULV-CA                 | Sevilla 33 concejales                                      | - Alcalde: Juan Ignacio Zoido (PP) - Gobierno municipal: PP                                              | 24.066       | 7,15%   | 2      | 1           |             |
| ARAGÓN               |                         | Huesca 25 concejales (4 más que en las elecciones de 2007) | - Alcalde: Ana Alós López (PP) - Gobierno municipal: PP (en minoría)                                     | PP           | 9.164   | 38,06% | 11          | 4           |
| ARAGÓN               | PSOE-Aragón             | Huesca 25 concejales (4 más que en las elecciones de 2007) | - Alcalde: Ana Alós López (PP) - Gobierno municipal: PP (en minoría)                                     | 7.583        | 31,50%  | 9      | =           |             |
| ARAGÓN               | PAR                     | Huesca 25 concejales (4 más que en las elecciones de 2007) | - Alcalde: Ana Alós López (PP) - Gobierno municipal: PP (en minoría)                                     | 1.653        | 6,87%   | 2      | =           |             |
| ARAGÓN               | CHA                     | Huesca 25 concejales (4 más que en las elecciones de 2007) | - Alcalde: Ana Alós López (PP) - Gobierno municipal: PP (en minoría)                                     | 1.632        | 6,78%   | 2      | =           |             |
| ARAGÓN               | IUA                     | Huesca 25 concejales (4 más que en las elecciones de 2007) | - Alcalde: Ana Alós López (PP) - Gobierno municipal: PP (en minoría)                                     | 1.558        | 6,47%   | 1      | =           |             |
| ARAGÓN               |                         | Teruel 21 concejales                                       | - Alcalde: Manuel Blasco Marqués (PP) - Gobierno municipal: PP                                           | PP           | 7.932   | 47,90% | 12          | 4           |
| ARAGÓN               | PSOE-Aragón             | Teruel 21 concejales                                       | - Alcalde: Manuel Blasco Marqués (PP) - Gobierno municipal: PP                                           | 3.460        | 20,89%  | 5      | 2           |             |
| ARAGÓN               | CHA                     | Teruel 21 concejales                                       | - Alcalde: Manuel Blasco Marqués (PP) - Gobierno municipal: PP                                           | 1.388        | 8,38%   | 2      | =           |             |
| ARAGÓN               | IUA                     | Teruel 21 concejales                                       | - Alcalde: Manuel Blasco Marqués (PP) - Gobierno municipal: PP                                           | 1.174        | 7,09%   | 1      | 1           |             |
| ARAGÓN               | PAR                     | Teruel 21 concejales                                       | - Alcalde: Manuel Blasco Marqués (PP) - Gobierno municipal: PP                                           | 1.170        | 7,06%   | 1      | 3           |             |
| ARAGÓN               |                         | Zaragoza 31 concejales                                     | - Alcalde: Juan Alberto Belloch Julbe (PSOE-Aragón) - Gobierno municipal: PSOE-Aragón (en minoría)       | PP de Aragón | 131.350 | 41,26% | 15          | 3           |
| ARAGÓN               | PSOE-Aragón             | Zaragoza 31 concejales                                     | - Alcalde: Juan Alberto Belloch Julbe (PSOE-Aragón) - Gobierno municipal: PSOE-Aragón (en minoría)       | 86.395       | 27,14%  | 10     | 3           |             |
| ARAGÓN               | CHA                     | Zaragoza 31 concejales                                     | - Alcalde: Juan Alberto Belloch Julbe (PSOE-Aragón) - Gobierno municipal: PSOE-Aragón (en minoría)       | 29.402       | 9,24%   | 3      | =           |             |
| ARAGÓN               | IUA                     | Zaragoza 31 concejales                                     | - Alcalde: Juan Alberto Belloch Julbe (PSOE-Aragón) - Gobierno municipal: PSOE-Aragón (en minoría)       | 25.197       | 7,92%   | 3      | 2           |             |
| ASTURIAS             |                         | Gijón 27 concejales                                        | - Alcalde: Carmen Moriyón (FAC) - Gobierno municipal: FAC (en minoría)                                   | PSOE         | 47.583  | 31,56% | 10          | 3           |
| ASTURIAS             | FAC                     | Gijón 27 concejales                                        | - Alcalde: Carmen Moriyón (FAC) - Gobierno municipal: FAC (en minoría)                                   | 42.680       | 28,31%  | 9      | 9           |             |
| ASTURIAS             | PP                      | Gijón 27 concejales                                        | - Alcalde: Carmen Moriyón (FAC) - Gobierno municipal: FAC (en minoría)                                   | 28.253       | 18,74%  | 5      | 7           |             |
| ASTURIAS             | IU-LV                   | Gijón 27 concejales                                        | - Alcalde: Carmen Moriyón (FAC) - Gobierno municipal: FAC (en minoría)                                   | 15.897       | 10,55%  | 3      | 1           |             |
| ASTURIAS             |                         | Oviedo 27 concejales                                       | - Alcalde: Gabino de Lorenzo Ferrera (PP) - Gobierno municipal: PP (en minoría)                          | PP           | 39.736  | 33,79% | 11          | 6           |
| ASTURIAS             | FAC                     | Oviedo 27 concejales                                       | - Alcalde: Gabino de Lorenzo Ferrera (PP) - Gobierno municipal: PP (en minoría)                          | 24.317       | 20,67%  | 7      | 7           |             |
| ASTURIAS             | PSOE                    | Oviedo 27 concejales                                       | - Alcalde: Gabino de Lorenzo Ferrera (PP) - Gobierno municipal: PP (en minoría)                          | 23.886       | 20,31%  | 6      | 3           |             |
| ASTURIAS             | Oviedo por la Izquierda | Oviedo 27 concejales                                       | - Alcalde: Gabino de Lorenzo Ferrera (PP) - Gobierno municipal: PP (en minoría)                          | 13.394       | 11,39%  | 3      | 3           |             |
| BALEARES             |                         | Palma de Mallorca 29 concejales                            | - Alcalde: Mateu Isern Estela (PP) - Gobierno municipal: PP                                              | PP           | 69.779  | 48,11% | 17          | 3           |
| BALEARES             | PSOE                    | Palma de Mallorca 29 concejales                            | - Alcalde: Mateu Isern Estela (PP) - Gobierno municipal: PP                                              | 39.071       | 26,94%  | 9      | 2           |             |
| BALEARES             | PSM-IV-EN-APIB          | Palma de Mallorca 29 concejales                            | - Alcalde: Mateu Isern Estela (PP) - Gobierno municipal: PP                                              | 12.005       | 8,28%   | 3      | 3           |             |
| CANARIAS             |                         | Las Palmas de Gran Canaria 29 concejales                   | - Alcalde: Juan José Cardona (PP) - Gobierno municipal: PP                                               | PP           | 68.641  | 43,21% | 16          | 4           |
| CANARIAS             | PSOE                    | Las Palmas de Gran Canaria 29 concejales                   | - Alcalde: Juan José Cardona (PP) - Gobierno municipal: PP                                               | 36.615       | 23,05%  | 9      | 6           |             |
| CANARIAS             | CGCa                    | Las Palmas de Gran Canaria 29 concejales                   | - Alcalde: Juan José Cardona (PP) - Gobierno municipal: PP                                               | 11.096       | 6,98%   | 2      | =           |             |
| CANARIAS             | NCa                     | Las Palmas de Gran Canaria 29 concejales                   | - Alcalde: Juan José Cardona (PP) - Gobierno municipal: PP                                               | 9.729        | 6,12%   | 2      | 2           |             |
| CANARIAS             |                         | Santa Cruz de Tenerife 27 concejales                       | - Alcalde: José Manuel Bermúdez Esparza (CC) - Gobierno municipal: CC-PNC-CCN y PSOE                     | PP           | 25.406  | 28,36% | 9           | 3           |
| CANARIAS             | CC-PNC-CCN              | Santa Cruz de Tenerife 27 concejales                       | - Alcalde: José Manuel Bermúdez Esparza (CC) - Gobierno municipal: CC-PNC-CCN y PSOE                     | 24.523       | 27,37%  | 9      | 2           |             |
| CANARIAS             | PSOE                    | Santa Cruz de Tenerife 27 concejales                       | - Alcalde: José Manuel Bermúdez Esparza (CC) - Gobierno municipal: CC-PNC-CCN y PSOE                     | 13.965       | 15,59%  | 5      | 2           |             |
| CANARIAS             | ASSPPT                  | Santa Cruz de Tenerife 27 concejales                       | - Alcalde: José Manuel Bermúdez Esparza (CC) - Gobierno municipal: CC-PNC-CCN y PSOE                     | 6.717        | 7,50%   | 2      | 2           |             |
| CANARIAS             | IU-LV-SxTf              | Santa Cruz de Tenerife 27 concejales                       | - Alcalde: José Manuel Bermúdez Esparza (CC) - Gobierno municipal: CC-PNC-CCN y PSOE                     | 5.193        | 5,80%   | 1      | 1           |             |
| CANARIAS             | CSC                     | Santa Cruz de Tenerife 27 concejales                       | - Alcalde: José Manuel Bermúdez Esparza (CC) - Gobierno municipal: CC-PNC-CCN y PSOE                     | 4.810        | 5,37%   | 1      | 1           |             |
| CANTABRIA            |                         | Santander 27 concejales                                    | - Alcalde: Íñigo de la Serna Hernaiz (PP) - Gobierno municipal: PP                                       | PP           | 52.657  | 56,24% | 18          | 3           |
| CANTABRIA            | PSOE                    | Santander 27 concejales                                    | - Alcalde: Íñigo de la Serna Hernaiz (PP) - Gobierno municipal: PP                                       | 15.874       | 16,95%  | 5      | 2           |             |
| CANTABRIA            | PRC                     | Santander 27 concejales                                    | - Alcalde: Íñigo de la Serna Hernaiz (PP) - Gobierno municipal: PP                                       | 13.703       | 14,63%  | 4      | 1           |             |
| CASTILLA-LA MANCHA   |                         | Albacete 27 concejales                                     | - Alcalde: Carmen Bayod Guinalio (PP) - Gobierno municipal: PP                                           | PP           | 46.383  | 52,13% | 16          | 3           |
| CASTILLA-LA MANCHA   | PSOE                    | Albacete 27 concejales                                     | - Alcalde: Carmen Bayod Guinalio (PP) - Gobierno municipal: PP                                           | 29.556       | 33,22%  | 10     | 3           |             |
| CASTILLA-LA MANCHA   | IU                      | Albacete 27 concejales                                     | - Alcalde: Carmen Bayod Guinalio (PP) - Gobierno municipal: PP                                           | 5.561        | 6,25%   | 1      | =           |             |
| CASTILLA-LA MANCHA   |                         | Ciudad Real 25 concejales                                  | - Alcalde: Rosa Romero Sánchez (PP) - Gobierno municipal: PP                                             | PP           | 20.207  | 51,56% | 15          | =           |
| CASTILLA-LA MANCHA   | PSOE                    | Ciudad Real 25 concejales                                  | - Alcalde: Rosa Romero Sánchez (PP) - Gobierno municipal: PP                                             | 12.419       | 31,69%  | 9      | 1           |             |
| CASTILLA-LA MANCHA   | IU                      | Ciudad Real 25 concejales                                  | - Alcalde: Rosa Romero Sánchez (PP) - Gobierno municipal: PP                                             | 2.306        | 5,88%   | 1      | 1           |             |
| CASTILLA-LA MANCHA   |                         | Cuenca 25 concejales                                       | - Alcalde: Juan Ávila (PSOE) - Gobierno municipal: PSOE                                                  | PSOE         | 12.828  | 43,79% | 13          | 2           |
| CASTILLA-LA MANCHA   | PP                      | Cuenca 25 concejales                                       | - Alcalde: Juan Ávila (PSOE) - Gobierno municipal: PSOE                                                  | 12.690       | 43,32%  | 12     | 1           |             |
| CASTILLA-LA MANCHA   |                         | Guadalajara 25 concejales                                  | - Alcalde: Antonio Román Jasanada (PP) - Gobierno municipal: PP                                          | PP           | 22.783  | 54,21% | 16          | 3           |
| CASTILLA-LA MANCHA   | PSOE                    | Guadalajara 25 concejales                                  | - Alcalde: Antonio Román Jasanada (PP) - Gobierno municipal: PP                                          | 12.773       | 30,39%  | 8      | 3           |             |
| CASTILLA-LA MANCHA   | IU                      | Guadalajara 25 concejales                                  | - Alcalde: Antonio Román Jasanada (PP) - Gobierno municipal: PP                                          | 2.566        | 6,11%   | 1      | =           |             |
| CASTILLA-LA MANCHA   |                         | Toledo 25 concejales                                       | - Alcalde: Emiliano García-Page Sánchez (PSOE) - Gobierno municipal: PSOE e IU                           | PSOE         | 20.025  | 43,78% | 12          | 1           |
| CASTILLA-LA MANCHA   | PP                      | Toledo 25 concejales                                       | - Alcalde: Emiliano García-Page Sánchez (PSOE) - Gobierno municipal: PSOE e IU                           | 19.395       | 42,40%  | 11     | 1           |             |
| CASTILLA-LA MANCHA   | IU                      | Toledo 25 concejales                                       | - Alcalde: Emiliano García-Page Sánchez (PSOE) - Gobierno municipal: PSOE e IU                           | 3.616        | 7,91%   | 2      | =           |             |
| CASTILLA Y LEÓN      |                         | Ávila 25 concejales                                        | - Alcalde: Miguel Ángel García Nieto (PP) - Gobierno municipal: PP                                       | PP           | 14.732  | 51,70% | 14          | 2           |
| CASTILLA Y LEÓN      | PSOE                    | Ávila 25 concejales                                        | - Alcalde: Miguel Ángel García Nieto (PP) - Gobierno municipal: PP                                       | 4.944        | 17,34%  | 4      | 3           |             |
| CASTILLA Y LEÓN      | UPyD                    | Ávila 25 concejales                                        | - Alcalde: Miguel Ángel García Nieto (PP) - Gobierno municipal: PP                                       | 4.062        | 14,26%  | 4      | 4           |             |
| CASTILLA Y LEÓN      | IUCyL                   | Ávila 25 concejales                                        | - Alcalde: Miguel Ángel García Nieto (PP) - Gobierno municipal: PP                                       | 2.977        | 10,45%  | 3      | 1           |             |
| CASTILLA Y LEÓN      |                         | Burgos 27 concejales                                       | - Alcalde: Javier Lacalle Lacalle (PP) - Gobierno municipal: PP                                          | PP           | 40.674  | 46,14% | 15          | =           |
| CASTILLA Y LEÓN      | PSOE                    | Burgos 27 concejales                                       | - Alcalde: Javier Lacalle Lacalle (PP) - Gobierno municipal: PP                                          | 22.539       | 22,57%  | 8      | 2           |             |
| CASTILLA Y LEÓN      | UPyD                    | Burgos 27 concejales                                       | - Alcalde: Javier Lacalle Lacalle (PP) - Gobierno municipal: PP                                          | 10.424       | 11,82%  | 3      | 3           |             |
| CASTILLA Y LEÓN      | IUCyL                   | Burgos 27 concejales                                       | - Alcalde: Javier Lacalle Lacalle (PP) - Gobierno municipal: PP                                          | 4.550        | 5,16%   | 1      | 1           |             |
| CASTILLA Y LEÓN      |                         | León 27 concejales                                         | - Alcalde: Emilio Gutiérrez (PP) - Gobierno municipal: PP                                                | PP           | 29.932  | 44,61% | 15          | 4           |
| CASTILLA Y LEÓN      | PSOE                    | León 27 concejales                                         | - Alcalde: Emilio Gutiérrez (PP) - Gobierno municipal: PP                                                | 20.792       | 30,99%  | 10     | 3           |             |
| CASTILLA Y LEÓN      | UPL                     | León 27 concejales                                         | - Alcalde: Emilio Gutiérrez (PP) - Gobierno municipal: PP                                                | 4.615        | 6,88%   | 2      | 1           |             |
| CASTILLA Y LEÓN      |                         | Palencia 25 concejales                                     | - Alcalde: Alfonso Polanco (PP) - Gobierno municipal: PP                                                 | PP           | 21.335  | 49,20% | 14          | 3           |
| CASTILLA Y LEÓN      | PSOE                    | Palencia 25 concejales                                     | - Alcalde: Alfonso Polanco (PP) - Gobierno municipal: PP                                                 | 16.119       | 37,17%  | 10     | 2           |             |
| CASTILLA Y LEÓN      | IUCyL                   | Palencia 25 concejales                                     | - Alcalde: Alfonso Polanco (PP) - Gobierno municipal: PP                                                 | 2.954        | 6,81%   | 1      | =           |             |
| CASTILLA Y LEÓN      |                         | Salamanca 27 concejales                                    | - Alcalde: Alfonso Fernando Fernández Mañueco (PP) - Gobierno municipal: PP                              | PP           | 40.347  | 52,93% | 18          | 2           |
| CASTILLA Y LEÓN      | PSOE                    | Salamanca 27 concejales                                    | - Alcalde: Alfonso Fernando Fernández Mañueco (PP) - Gobierno municipal: PP                              | 22.018       | 28,89%  | 9      | 2           |             |
| CASTILLA Y LEÓN      |                         | Segovia 25 concejales                                      | - Alcalde: Pedro Arahuetes García (PSOE) - Gobierno municipal: PSOE e Izquierda Unida de Castilla y León | PP           | 12.116  | 42,63% | 12          | =           |
| CASTILLA Y LEÓN      | PSOE                    | Segovia 25 concejales                                      | - Alcalde: Pedro Arahuetes García (PSOE) - Gobierno municipal: PSOE e Izquierda Unida de Castilla y León | 12.007       | 42,25%  | 12     | 1           |             |
| CASTILLA Y LEÓN      | IUCyL                   | Segovia 25 concejales                                      | - Alcalde: Pedro Arahuetes García (PSOE) - Gobierno municipal: PSOE e Izquierda Unida de Castilla y León | 1.572        | 5,53%   | 1      | 1           |             |
| CASTILLA Y LEÓN      |                         | Soria 21 concejales                                        | - Alcalde: Carlos Martínez Mínguez (PSOE) - Gobierno municipal: PSOE                                     | PSOE         | 8.374   | 46,07% | 12          | 3           |
| CASTILLA Y LEÓN      | PP                      | Soria 21 concejales                                        | - Alcalde: Carlos Martínez Mínguez (PSOE) - Gobierno municipal: PSOE                                     | 6.391        | 35,16%  | 9      | =           |             |
| CASTILLA Y LEÓN      |                         | Valladolid 29 concejales                                   | - Alcalde: Francisco Javier León de la Riva (PP) - Gobierno municipal: PP                                | PP           | 85.006  | 50,41% | 17          | 2           |
| CASTILLA Y LEÓN      | PSOE                    | Valladolid 29 concejales                                   | - Alcalde: Francisco Javier León de la Riva (PP) - Gobierno municipal: PP                                | 45.525       | 27,00%  | 9      | 4           |             |
| CASTILLA Y LEÓN      | IUCyL                   | Valladolid 29 concejales                                   | - Alcalde: Francisco Javier León de la Riva (PP) - Gobierno municipal: PP                                | 17.727       | 10,51%  | 3      | 2           |             |
| CASTILLA Y LEÓN      |                         | Zamora 25 concejales                                       | - Alcalde: Rosa Valdeón Santiago (PP) - Gobierno municipal: PP                                           | PP           | 15.399  | 46,93% | 14          | 2           |
| CASTILLA Y LEÓN      | PSOE                    | Zamora 25 concejales                                       | - Alcalde: Rosa Valdeón Santiago (PP) - Gobierno municipal: PP                                           | 7.582        | 23,10%  | 6      | 2           |             |
| CASTILLA Y LEÓN      | IUCyL                   | Zamora 25 concejales                                       | - Alcalde: Rosa Valdeón Santiago (PP) - Gobierno municipal: PP                                           | 5.296        | 16,14%  | 4      | 1           |             |
| CASTILLA Y LEÓN      | ADEIZA-UPZ              | Zamora 25 concejales                                       | - Alcalde: Rosa Valdeón Santiago (PP) - Gobierno municipal: PP                                           | 1998         | 6,09%   | 1      | 1           |             |
| CATALUÑA             |                         | Barcelona 41 concejales                                    | - Alcalde:Xavier Trias(CiU) - Gobierno municipal:CiU (en minoría)                                        | CiU          | 174.022 | 28,74% | 14          | 2           |
| CATALUÑA             | PSC-PM                  | Barcelona 41 concejales                                    | - Alcalde:Xavier Trias(CiU) - Gobierno municipal:CiU (en minoría)                                        | 134.084      | 22,14%  | 11     | 3           |             |
| CATALUÑA             | PP                      | Barcelona 41 concejales                                    | - Alcalde:Xavier Trias(CiU) - Gobierno municipal:CiU (en minoría)                                        | 104.301      | 17,22%  | 9      | 2           |             |
| CATALUÑA             | ICV-EUIA-E              | Barcelona 41 concejales                                    | - Alcalde:Xavier Trias(CiU) - Gobierno municipal:CiU (en minoría)                                        | 62.939       | 10,39%  | 5      | 1           |             |
| CATALUÑA             | UxB                     | Barcelona 41 concejales                                    | - Alcalde:Xavier Trias(CiU) - Gobierno municipal:CiU (en minoría)                                        | 33.593       | 5,55%   | 2      | 2           |             |
| CATALUÑA             |                         | Gerona 25 concejales                                       | - Alcalde:Carles Puigdemont (CiU) - Gobierno municipal:CiU (en minoría)                                  | CiU          | 10.122  | 31,53% | 10          | 4           |
| CATALUÑA             | PSC-PM                  | Gerona 25 concejales                                       | - Alcalde:Carles Puigdemont (CiU) - Gobierno municipal:CiU (en minoría)                                  | 7500         | 23,36%  | 7      | 3           |             |
| CATALUÑA             | PP                      | Gerona 25 concejales                                       | - Alcalde:Carles Puigdemont (CiU) - Gobierno municipal:CiU (en minoría)                                  | 3.749        | 11,68%  | 3      | 1           |             |
| CATALUÑA             | CUP-PA                  | Gerona 25 concejales                                       | - Alcalde:Carles Puigdemont (CiU) - Gobierno municipal:CiU (en minoría)                                  | 2.981        | 9,28%   | 3      | 3           |             |
| CATALUÑA             | ICV-EUIA-E              | Gerona 25 concejales                                       | - Alcalde:Carles Puigdemont (CiU) - Gobierno municipal:CiU (en minoría)                                  | 2.253        | 7,02%   | 2      | 1           |             |
| CATALUÑA             |                         | Hospitalet de Llobregat 27 concejales                      | - Alcalde: Núria Marín Martínez (PSC) - Gobierno municipal: PSC-PM e ICV-EUiA-E                          | PSC-PM       | 32.919  | 38,89% | 13          | 4           |
| CATALUÑA             | PP                      | Hospitalet de Llobregat 27 concejales                      | - Alcalde: Núria Marín Martínez (PSC) - Gobierno municipal: PSC-PM e ICV-EUiA-E                          | 15.693       | 18,54%  | 6      | 1           |             |
| CATALUÑA             | CiU                     | Hospitalet de Llobregat 27 concejales                      | - Alcalde: Núria Marín Martínez (PSC) - Gobierno municipal: PSC-PM e ICV-EUiA-E                          | 10.421       | 12,31%  | 4      | 1           |             |
| CATALUÑA             | ICV-EUiA-E              | Hospitalet de Llobregat 27 concejales                      | - Alcalde: Núria Marín Martínez (PSC) - Gobierno municipal: PSC-PM e ICV-EUiA-E                          | 7.532        | 8,90%   | 2      | =           |             |
| CATALUÑA             | PxC                     | Hospitalet de Llobregat 27 concejales                      | - Alcalde: Núria Marín Martínez (PSC) - Gobierno municipal: PSC-PM e ICV-EUiA-E                          | 6.192        | 7,31%   | 2      | 2           |             |
| CATALUÑA             |                         | Lérida 27 concejales                                       | - Alcalde: Àngel Ros Domingo (PSC) - Gobierno municipal: PSC-PM                                          | PSC-PM       | 18.864  | 42,07% | 15          | =           |
| CATALUÑA             | CiU                     | Lérida 27 concejales                                       | - Alcalde: Àngel Ros Domingo (PSC) - Gobierno municipal: PSC-PM                                          | 8.212        | 18,31%  | 6      | =           |             |
| CATALUÑA             | PP                      | Lérida 27 concejales                                       | - Alcalde: Àngel Ros Domingo (PSC) - Gobierno municipal: PSC-PM                                          | 7.410        | 16,52%  | 6      | 3           |             |
| CATALUÑA             |                         | Tarragona 27 concejales                                    | - Alcalde: Josep Fèlix Ballesteros (PSC-CpC) - Gobierno municipal: PSC (en minoría)                      | PSC-PM       | 17.826  | 36,94% | 12          | 1           |
| CATALUÑA             | CiU                     | Tarragona 27 concejales                                    | - Alcalde: Josep Fèlix Ballesteros (PSC-CpC) - Gobierno municipal: PSC (en minoría)                      | 9.920        | 20,55%  | 7      | 1           |             |
| CATALUÑA             | PP                      | Tarragona 27 concejales                                    | - Alcalde: Josep Fèlix Ballesteros (PSC-CpC) - Gobierno municipal: PSC (en minoría)                      | 9.917        | 20,55%  | 7      | 3           |             |
| CATALUÑA             | ICV-EUIA-E              | Tarragona 27 concejales                                    | - Alcalde: Josep Fèlix Ballesteros (PSC-CpC) - Gobierno municipal: PSC (en minoría)                      | 2.602        | 5,39%   | 1      | 1           |             |
| COMUNIDAD VALENCIANA |                         | Alicante 29 concejales                                     | - Alcalde: Sonia Castedo (PP) - Gobierno municipal: PP                                                   | PP           | 75.434  | 52,14% | 18          | 3           |
| COMUNIDAD VALENCIANA | PSOE                    | Alicante 29 concejales                                     | - Alcalde: Sonia Castedo (PP) - Gobierno municipal: PP                                                   | 36.255       | 25,06%  | 8      | 6           |             |
| COMUNIDAD VALENCIANA | EUPV                    | Alicante 29 concejales                                     | - Alcalde: Sonia Castedo (PP) - Gobierno municipal: PP                                                   | 11.008       | 7,61%   | 2      | 2           |             |
| COMUNIDAD VALENCIANA | UPyD                    | Alicante 29 concejales                                     | - Alcalde: Sonia Castedo (PP) - Gobierno municipal: PP                                                   | 7.306        | 5,05%   | 1      | 1           |             |
| COMUNIDAD VALENCIANA |                         | Castellón de la Plana 27 concejales                        | - Alcalde: Alberto Fabra (PP) - Gobierno municipal: PP                                                   | PP           | 34.680  | 46,61% | 15          | 1           |
| COMUNIDAD VALENCIANA | PSOE                    | Castellón de la Plana 27 concejales                        | - Alcalde: Alberto Fabra (PP) - Gobierno municipal: PP                                                   | 19.816       | 26,63%  | 9      | 3           |             |
| COMUNIDAD VALENCIANA | BLOC-Compromís          | Castellón de la Plana 27 concejales                        | - Alcalde: Alberto Fabra (PP) - Gobierno municipal: PP                                                   | 6.572        | 8,83%   | 2      | 1           |             |
| COMUNIDAD VALENCIANA | EUPV                    | Castellón de la Plana 27 concejales                        | - Alcalde: Alberto Fabra (PP) - Gobierno municipal: PP                                                   | 4.257        | 5,72%   | 1      | 1           |             |
| COMUNIDAD VALENCIANA |                         | Valencia 33 concejales                                     | - Alcalde: Rita Barberá (PP) - Gobierno municipal: PP                                                    | PP           | 208.727 | 52,54% | 20          | 1           |
| COMUNIDAD VALENCIANA | PSOE                    | Valencia 33 concejales                                     | - Alcalde: Rita Barberá (PP) - Gobierno municipal: PP                                                    | 86.440       | 21,76%  | 8      | 4           |             |
| COMUNIDAD VALENCIANA | Compromís               | Valencia 33 concejales                                     | - Alcalde: Rita Barberá (PP) - Gobierno municipal: PP                                                    | 35.881       | 9,03%   | 3      | 3           |             |
| COMUNIDAD VALENCIANA | EUPV                    | Valencia 33 concejales                                     | - Alcalde: Rita Barberá (PP) - Gobierno municipal: PP                                                    | 28.489       | 7,17%   | 2      | 2           |             |
| EXTREMADURA          |                         | Badajoz 27 concejales                                      | - Alcalde: Miguel Celdrán (PP) - Gobierno municipal: PP                                                  | PP           | 41.438  | 56,81% | 17          | 2           |
| EXTREMADURA          | PSOE                    | Badajoz 27 concejales                                      | - Alcalde: Miguel Celdrán (PP) - Gobierno municipal: PP                                                  | 20.395       | 27,96%  | 8      | 3           |             |
| EXTREMADURA          | IU-V-SIEX               | Badajoz 27 concejales                                      | - Alcalde: Miguel Celdrán (PP) - Gobierno municipal: PP                                                  | 5.214        | 7,15%   | 2      | 1           |             |
| EXTREMADURA          |                         | Cáceres 25 concejales                                      | - Alcalde: Elena Nevado del Campo (PP) - Gobierno municipal: PP                                          | PP           | 29.013  | 56,58% | 16          | 4           |
| EXTREMADURA          | PSOE                    | Cáceres 25 concejales                                      | - Alcalde: Elena Nevado del Campo (PP) - Gobierno municipal: PP                                          | 12.450       | 24,28%  | 7      | 4           |             |
| EXTREMADURA          | IU-V-SIEX               | Cáceres 25 concejales                                      | - Alcalde: Elena Nevado del Campo (PP) - Gobierno municipal: PP                                          | 4.020        | 7,84%   | 2      | 1           |             |
| EXTREMADURA          |                         | Mérida 25 concejales                                       | - Alcalde: Pedro Acedo Penco (PP) - Gobierno municipal: PP                                               | PP           | 13.848  | 44,98% | 13          | 1           |
| EXTREMADURA          | PSOE                    | Mérida 25 concejales                                       | - Alcalde: Pedro Acedo Penco (PP) - Gobierno municipal: PP                                               | 11.357       | 36,89%  | 10     | 3           |             |
| EXTREMADURA          | IU-V                    | Mérida 25 concejales                                       | - Alcalde: Pedro Acedo Penco (PP) - Gobierno municipal: PP                                               | 1.843        | 5,99%   | 1      | 1           |             |
| EXTREMADURA          | SIEX                    | Mérida 25 concejales                                       | - Alcalde: Pedro Acedo Penco (PP) - Gobierno municipal: PP                                               | 1.555        | 5,05%   | 1      | 1           |             |
| GALICIA              |                         | La Coruña 27 concejales                                    | - Alcalde: Carlos Negreira Souto (PP) - Gobierno municipal: PP                                           | PP           | 51.262  | 43,62% | 14          | 4           |
| GALICIA              | PSdeG-PSOE              | La Coruña 27 concejales                                    | - Alcalde: Carlos Negreira Souto (PP) - Gobierno municipal: PP                                           | 31.338       | 26,67%  | 8      | 3           |             |
| GALICIA              | BNG                     | La Coruña 27 concejales                                    | - Alcalde: Carlos Negreira Souto (PP) - Gobierno municipal: PP                                           | 14.149       | 12,04%  | 4      | 2           |             |
| GALICIA              | EU-V                    | La Coruña 27 concejales                                    | - Alcalde: Carlos Negreira Souto (PP) - Gobierno municipal: PP                                           | 7.068        | 6,01%   | 1      | 1           |             |
| GALICIA              |                         | Lugo 25 concejales                                         | - Alcalde: José López Orozco (PSOE) - Gobierno municipal: PSdG (en minoría)                              | PP           | 22.844  | 44,25% | 12          | 3           |
| GALICIA              | PSdeG-PSOE              | Lugo 25 concejales                                         | - Alcalde: José López Orozco (PSOE) - Gobierno municipal: PSdG (en minoría)                              | 19.786       | 38,32%  | 11     | 1           |             |
| GALICIA              | BNG                     | Lugo 25 concejales                                         | - Alcalde: José López Orozco (PSOE) - Gobierno municipal: PSdG (en minoría)                              | 4.659        | 9,02%   | 2      | 2           |             |
| GALICIA              |                         | Orense 27 concejales                                       | - Alcalde: Francisco Rodríguez Fernández (PSdG) - Gobierno municipal: PSdG y BNG                         | PP           | 21.564  | 37,84% | 11          | 2           |
| GALICIA              | PSdeG-PSOE              | Orense 27 concejales                                       | - Alcalde: Francisco Rodríguez Fernández (PSdG) - Gobierno municipal: PSdG y BNG                         | 20.896       | 36,67%  | 11     | 3           |             |
| GALICIA              | BNG                     | Orense 27 concejales                                       | - Alcalde: Francisco Rodríguez Fernández (PSdG) - Gobierno municipal: PSdG y BNG                         | 6.146        | 10,79%  | 3      | 3           |             |
| GALICIA              | DO                      | Orense 27 concejales                                       | - Alcalde: Francisco Rodríguez Fernández (PSdG) - Gobierno municipal: PSdG y BNG                         | 4.529        | 7,95%   | 2      | 2           |             |
| GALICIA              |                         | Pontevedra 25 concejales                                   | - Alcalde: Miguel Anxo Fernández Lores (BNG) - Gobierno municipal: BNG (en minoría)                      | PP           | 17.244  | 39,52% | 11          | 1           |
| GALICIA              | BNG                     | Pontevedra 25 concejales                                   | - Alcalde: Miguel Anxo Fernández Lores (BNG) - Gobierno municipal: BNG (en minoría)                      | 17.130       | 39,25%  | 11     | 4           |             |
| GALICIA              | PSdeG-PSOE              | Pontevedra 25 concejales                                   | - Alcalde: Miguel Anxo Fernández Lores (BNG) - Gobierno municipal: BNG (en minoría)                      | 5.803        | 13,30%  | 3      | 3           |             |
| GALICIA              |                         | Santiago de Compostela 25 concejales                       | - Alcalde: Gerardo Conde Roa (PP) - Gobierno municipal: PP                                               | PP           | 20.787  | 43,27% | 13          | 2           |
| GALICIA              | PSdeG-PSOE              | Santiago de Compostela 25 concejales                       | - Alcalde: Gerardo Conde Roa (PP) - Gobierno municipal: PP                                               | 14.876       | 30,97%  | 9      | 1           |             |
| GALICIA              | BNG                     | Santiago de Compostela 25 concejales                       | - Alcalde: Gerardo Conde Roa (PP) - Gobierno municipal: PP                                               | 6.389        | 13,30%  | 3      | 1           |             |
| GALICIA              |                         | Vigo 27 concejales                                         | - Alcalde: Abel Caballero (PSdG) - Gobierno municipal: PSdG (en minoría)                                 | PP           | 61.616  | 42,39% | 13          | =           |
| GALICIA              | PSdeG-PSOE              | Vigo 27 concejales                                         | - Alcalde: Abel Caballero (PSdG) - Gobierno municipal: PSdG (en minoría)                                 | 50.045       | 34,43%  | 11     | 2           |             |
| GALICIA              | BNG                     | Vigo 27 concejales                                         | - Alcalde: Abel Caballero (PSdG) - Gobierno municipal: PSdG (en minoría)                                 | 16.374       | 11,26%  | 3      | 2           |             |
| LA RIOJA             |                         | Logroño 27 concejales                                      | - Alcalde: Cuca Gamarra (PP) - Gobierno municipal: PP                                                    | PP           | 23.587  | 48,52% | 17          | 4           |
| LA RIOJA             | PSOE                    | Logroño 27 concejales                                      | - Alcalde: Cuca Gamarra (PP) - Gobierno municipal: PP                                                    | 21.686       | 29,57%  | 10     | 2           |             |
| MADRID               |                         | Madrid 57 concejales                                       | - Alcalde: Alberto Ruiz-Gallardón (PP) - Gobierno municipal: PP                                          | PP           | 756.952 | 49,69% | 31          | 3           |
| MADRID               | PSOE                    | Madrid 57 concejales                                       | - Alcalde: Alberto Ruiz-Gallardón (PP) - Gobierno municipal: PP                                          | 364.600      | 23,93%  | 15     | 3           |             |
| MADRID               | IU-LV                   | Madrid 57 concejales                                       | - Alcalde: Alberto Ruiz-Gallardón (PP) - Gobierno municipal: PP                                          | 163.706      | 10,75%  | 6      | 1           |             |
| MADRID               | UPyD                    | Madrid 57 concejales                                       | - Alcalde: Alberto Ruiz-Gallardón (PP) - Gobierno municipal: PP                                          | 119.601      | 7,85%   | 5      | 5           |             |
| MURCIA               |                         | Murcia 29 concejales                                       | - Alcalde: Miguel Ángel Cámara (PP) - Gobierno municipal: PP                                             | PP           | 123.052 | 60,71% | 19          | =           |
| MURCIA               | PSOE                    | Murcia 29 concejales                                       | - Alcalde: Miguel Ángel Cámara (PP) - Gobierno municipal: PP                                             | 39.489       | 19,48%  | 6      | 3           |             |
| MURCIA               | IU-VRM                  | Murcia 29 concejales                                       | - Alcalde: Miguel Ángel Cámara (PP) - Gobierno municipal: PP                                             | 15.812       | 7,80%   | 2      | 1           |             |
| MURCIA               | UPyD                    | Murcia 29 concejales                                       | - Alcalde: Miguel Ángel Cámara (PP) - Gobierno municipal: PP                                             | 12.506       | 6,17%   | 2      | 2           |             |
| NAVARRA              |                         | Pamplona 27 concejales                                     | - Alcalde: Enrique Maya (UPN) - Gobierno municipal: UPN (en minoría)                                     | UPN          | 34.426  | 35,80% | 11          | 2           |
| NAVARRA              | NaBai 2011              | Pamplona 27 concejales                                     | - Alcalde: Enrique Maya (UPN) - Gobierno municipal: UPN (en minoría)                                     | 21.715       | 22,58%  | 7      | 1           |             |
| NAVARRA              | PSN-PSOE                | Pamplona 27 concejales                                     | - Alcalde: Enrique Maya (UPN) - Gobierno municipal: UPN (en minoría)                                     | 11.269       | 11,72%  | 3      | 1           |             |
| NAVARRA              | Bildu                   | Pamplona 27 concejales                                     | - Alcalde: Enrique Maya (UPN) - Gobierno municipal: UPN (en minoría)                                     | 10.463       | 10,88%  | 3      | 3           |             |
| NAVARRA              | PP                      | Pamplona 27 concejales                                     | - Alcalde: Enrique Maya (UPN) - Gobierno municipal: UPN (en minoría)                                     | 6.466        | 6,72%   | 2      | 2           |             |
| NAVARRA              | I-E                     | Pamplona 27 concejales                                     | - Alcalde: Enrique Maya (UPN) - Gobierno municipal: UPN (en minoría)                                     | 5.107        | 5,31%   | 1      | 1           |             |
| PAÍS VASCO           |                         | Bilbao 29 concejales                                       | - Alcalde: Iñaki Azkuna (EAJ-PNV) - Gobierno municipal: EAJ-PNV                                          | PNV          | 74.302  | 44,12% | 15          | 2           |
| PAÍS VASCO           | PP                      | Bilbao 29 concejales                                       | - Alcalde: Iñaki Azkuna (EAJ-PNV) - Gobierno municipal: EAJ-PNV                                          | 29.046       | 17,25%  | 6      | 1           |             |
| PAÍS VASCO           | Bildu                   | Bilbao 29 concejales                                       | - Alcalde: Iñaki Azkuna (EAJ-PNV) - Gobierno municipal: EAJ-PNV                                          | 23.933       | 14,21%  | 4      | 4           |             |
| PAÍS VASCO           | PSE-EE (PSOE)           | Bilbao 29 concejales                                       | - Alcalde: Iñaki Azkuna (EAJ-PNV) - Gobierno municipal: EAJ-PNV                                          | 22.680       | 13,47%  | 4      | 3           |             |
| PAÍS VASCO           |                         | San Sebastián 27 concejales                                | - Alcalde: Juan Carlos Izagirre (Bildu) - Gobierno municipal: Bildu (en minoría)                         | Bildu        | 21.110  | 24,29% | 8           | Crecimiento |
| PAÍS VASCO           | PSE-EE (PSOE)           | San Sebastián 27 concejales                                | - Alcalde: Juan Carlos Izagirre (Bildu) - Gobierno municipal: Bildu (en minoría)                         | 19.666       | 22,63%  | 7      | 3           |             |
| PAÍS VASCO           | PP                      | San Sebastián 27 concejales                                | - Alcalde: Juan Carlos Izagirre (Bildu) - Gobierno municipal: Bildu (en minoría)                         | 16.502       | 18,99%  | 6      | =           |             |
| PAÍS VASCO           | PNV                     | San Sebastián 27 concejales                                | - Alcalde: Juan Carlos Izagirre (Bildu) - Gobierno municipal: Bildu (en minoría)                         | 15.587       | 17,93%  | 6      | 1           |             |
| PAÍS VASCO           |                         | Vitoria 27 concejales                                      | - Alcalde: Javier Maroto (PP vasco) - Gobierno municipal: PP (en minoría)                                | PP           | 32.300  | 29,19% | 9           | =           |
| PAÍS VASCO           | PNV                     | Vitoria 27 concejales                                      | - Alcalde: Javier Maroto (PP vasco) - Gobierno municipal: PP (en minoría)                                | 21.149       | 19,11%  | 6      | =           |             |
| PAÍS VASCO           | PSE-EE (PSOE)           | Vitoria 27 concejales                                      | - Alcalde: Javier Maroto (PP vasco) - Gobierno municipal: PP (en minoría)                                | 20.727       | 18,73%  | 6      | 3           |             |
| PAÍS VASCO           | Bildu                   | Vitoria 27 concejales                                      | - Alcalde: Javier Maroto (PP vasco) - Gobierno municipal: PP (en minoría)                                | 19.677       | 17,78%  | 6      | Crecimiento |             |

Resultados provisionales pendientes del escrutinio definitivo de la Junta Electoral.

### Municipios sin candidato ganador

#### Voto en blancogana enAduna
En Aduna (Guipúzcoa) la campaña a favor del voto en blanco por parte de la izquierda abertzale, que no había podido presentar una candidatura sin vinculación con Batasuna, impidió la llegada a la alcaldía del PP -único partido que se presentaba- al no llegar este al mínimo 5% de los votos válidos. La Diputación de Guipúzcoa decidió la continuidad al frente del Ayuntamiento de la corporación anterior formada por miembros de la ilegalizada ANV.
Idéntica situación había sucedido en Irura (Guipúzcoa) en la elecciones municipales de 2007 cuando debido al voto en blanco ninguna de las candidaturas presentadas: PSE-EE y PP, alcanzó el 5% de los votos válidos. La alcaldesa de EH elegida en 1999 prorrogó su mandato.

#### Abstención total en Vilella Alta
En Vilella Alta (Tarragona), donde únicamente concurría la candidatura del Partido Popular, la abstención fue del 100%. Los 112 de los 142 vecinos del pueblo con derecho a voto acordaron no acudir a las urnas, porque el candidato de la lista única, que no residía en el pueblo, era desconocido por todos sus habitantes.